# XXXV Batallón de Fortaleza de la Luftwaffe
El XXXV Batallón de Fortaleza de la Luftwaffe (XXXV. Luftwaffen-Festungs-Bataillon) fue una unidad militar de la Luftwaffe durante la Segunda Guerra Mundial.

## Historia
Fue formado el 26 de septiembre de 1944 en Pretzsch por el Comandante Superior de la Escuela Técnica Aérea, con 3 compañías. Entró en acción en Holanda (VI Comando Administrativo Aéreo). Se componía de: compañía de Plana Mayor con dos pelotones de telefonistas, dos pelotones de radiotelegrafistas, una unidad de transporte y una de intendencia.
- 1.ª Compañía de Fortaleza de la Luftwaffe
- 2.ª Compañía de Fortaleza de la Luftwaffe
- 3.ª Compañía de Fortaleza de la Luftwaffe
- 4.ª Compañía de Fortaleza de la Luftwaffe

Desde el 24 de septiembre de 1944 hasta el 5 de octubre de 1944, componentes del batallón fueron utilizados para reformar la 3.ª División de Paracaidistas en Oldenzaal, Bélgica. A mediados de octubre de 1944, el batallón sirvió para reorganizar el 8.º Regimiento de Paracaidistas en Oldenzaal, que fue destruido en Normandia. El 20 de febrero de 1945 fue absorbido por la 3.ª División de Paracaidistas.